# Antygomonas paulae
Espèce
Antygomonas paulae est  une espèce de Kinorhynches de la famille des Antygomonidae.

## Distribution
Cette espèce a été découverte dans l'océan Atlantique au large de la Floride.

## Publication originale
- Sørensen, 2007 : A new species of Antygomonas (Kinorhyncha: Cyclorhagida) from the Atlantic coast of Florida, USA. Cahiers de Biologie Marine, vol. 48, n. 2, p. 155-168 (texte intégral).